# Солнцево (бывший город)
Со́лнцево — бывший город, в мае 1984 года вошедший в состав Москвы.

## Население
| 1938 | 1959 | 1969 | 1975 | 1999 |
| ---- | ---- | ---- | ---- | ---- |
| 2,5  | 13,8 | 41,5 | 50,2 | 80,4 |

## История

### Деревня Суково
В этом месте Подмосковья с XVII века была известна деревня Суково. По письменным грамотам XVII столетия деревня принадлежала князьям Трубецким. В XVIII веке земли были подарены Екатериной II Орлову и Румянцеву. Позже они вновь отошли к государевым землям, но сохранили в своих названиях упоминания о своих прежних владельцах, это сёла Орлово и Румянцево.
В XIX веке в версте от деревни прошла Брянская железная дорога, на которой впоследствии открылась железнодорожная станция Суково. В начале XX века деревня и окрестности стали популярными дачными местами. В годы, предшествовавшие октябрьской революции, и после неё деревня служила для москвичей излюбленным местом дачного отдыха.

### Посёлок Солнцево
В связи с реконструкцией Москвы в 1937 году рядом с деревней Суково была отведена большая просторная территория под застройку для переселения московских рабочих. Первый дом, на пригорке, возле пруда, построил Яков Федорович Турков. Посёлок быстро рос, и к 1938 году было построено уже 300 домов, где проживало 2,5 тысячи человек. А 26 сентября 1938 года было официально зарегистрировано новое название дачного посёлка — Солнцево.
В послевоенные годы посёлок значительно вырос и благоустроился. Посёлок стал формироваться как жилой массив московских строителей. В 1948—1953 годах трест «Особстрой» (ныне Главмосстрой) построил здесь 148 одно- и двухэтажных каркасно-засыпных жилых домов для московских рабочих-строителей. Именно поэтому одна из улиц района называется улицей Главмосстроя.
В 1959 году трест «Севводстрой» (ныне Главмосинжстрой) построил в поселке 33 четырёх- и пятиэтажных дома для 7 тысяч рабочих-строителей Западной водопроводной станции. К 1959 году в Солнцеве проживает уже 13,8 тысяч жителей.
В 1963 году началась застройка 1-го, а в 1965 -  2-го микрорайона жилыми многоэтажными домами для рабочих Главмосстроя.
В марте 1965 года станция Суково была переименована по названию посёлка в Солнечную.
Одновременно с жилыми домами строились и культурно-бытовые здания, и учреждения. Поселок приобретал городские черты. Большой объём работ по его благоустройству был выполнен к 1967 году (50-летию Октябрьской революции). Тогда же Мостелефонстрой начал застройку 3-го микрорайона.

### Город Солнцево
В апреле 1969 года Солнцево отнесено к категории поселков городского типа с населением более 40 тысяч жителей, а 23 февраля 1971 года посёлок Солнцево был преобразован в город областного подчинения.
К пятилетнему юбилею на месте бывших пустырей и оврагов, снесённых бараков и ветхих строений выросли многоэтажные здания, бытовые и культурные учреждения. Жилищный фонд города к концу 1975 года составил свыше 500 тыс. м², а население выросло до 50,2 тыс. человек. За успехи в благоустройстве в 1976 году город был признан лучшим в Подмосковье, ему было присуждено переходящее Красное Знамя Совета Министров РСФСР и ВЦСПС.

### Солнцевский район
В 1983 году город Солнцево был переведён в подчинение Мосгорисполкома. 10 мая 1984 года на карте города Москвы появился Солнцевский район. В новый московский район, расположенный целиком за МКАД, вошли территории рабочих посёлков Мещёрский, Западный, дачных посёлков Переделкино и Чоботы, посёлков Здоровый Отдых, Лазёнки и Лукино, деревень Орлово, Суково, Терёшково и Федосьино и города Солнцево. За счёт интенсивного строительства современных жилых домов район значительно разросся. К 1990 году население Солнцевского района увеличилось с 91 тыс. до 160 тыс. человек.
12 сентября 1991 года согласно распоряжению мэра города Москвы № 146-РМ «Об установлении временных границ муниципальных округов г. Москвы» Солнцевский район вошёл в состав Западного административного округа г. Москвы и был разделен на три муниципальных округа: Солнцево, Ново-Переделкино и Внуково.

## Происхождение названия
В XIV веке впервые на карте появляется название деревни Суково. В далеком прошлом, когда поселения и вовсе не было, здесь находилось урочище под названием Суки́. Суки́ — это участок в лесу, подготовленный под пашню.
Когда Суково стало местом активного дачного строительства, жители нового посёлка захотели дать ему более благозвучное имя. Обсуждались разные предложения, пока в жаркие августовские дни 1938 года не сошлись на одном имени — Солнцево. Этой точки зрения придерживается большинство краеведов. Существует ещё две версии. Одна из них связана с именем архитектора Ф. Г. Солнцева, приглашённого для участия в строительстве усадьбы Лукино, другая — с итальянцами Соляри, фамилия которых означает в переводе «солнечные», поселившимися в Саларьево.
Дачный посёлок Солнцево был официально зарегистрирован 26 сентября 1938 года. Однако топоним Суково сохранялся до апреля 1965 года в названии железнодорожной станции.